# جو غلازر
جو غلازر (بالإنجليزية: Joe Glazer)‏ هو نقابي وكاتب أغاني أمريكي، ولد في 19 يونيو 1918 في نيويورك في الولايات المتحدة، وتوفي في 19 سبتمبر 2006 في سيلفر سبرينغ في الولايات المتحدة بسبب لمفوما.

## وصلات خارجية
- جو غلازر على موقع ميوزك برينز (الإنجليزية)
- جو غلازر على موقع أول ميوزيك (الإنجليزية)
- جو غلازر على موقع ديسكوغز (الإنجليزية)